# Arrestatie van Jezus

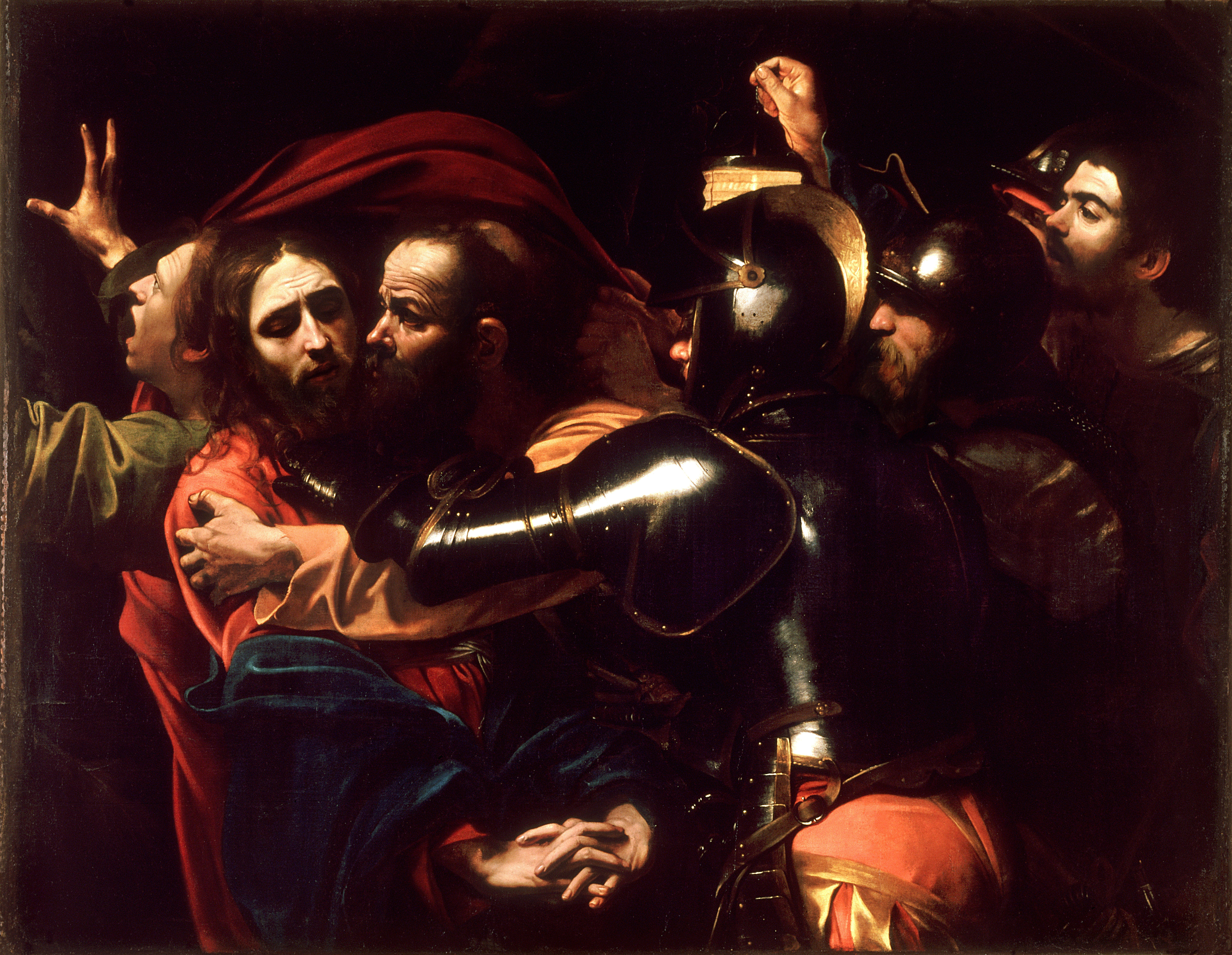
De gevangenneming van Christus (1602) door Caravaggio.

De arrestatie of gevangenneming van Jezus is een belangrijk verhaal in het christendom. Het verhaal vindt plaats kort na het laatste avondmaal dat Jezus hield met zijn apostelen. Hij werd gevangen genomen door gewapende mannen, op verzoek van de regerende hogepriesters. Hij werd aangewezen door Judas Iskariot, een van de twaalf apostelen. Hierna volgen de verhalen over de verloochening van Petrus, het proces tegen Jezus en de dood en herrijzenis van Jezus.
Zoals geldt voor alle verhalen over Jezus wordt er een verschil gemaakt tussen de religieuze betekenis in het christendom en de betekenis in historische zin. De eerste betekenis wordt vooral bepaald in de theologie. De tweede betekenis valt binnen de zoektocht naar de historische Jezus, door historici die gebruik maken van de historisch-kritische methode.

### Arrestatie

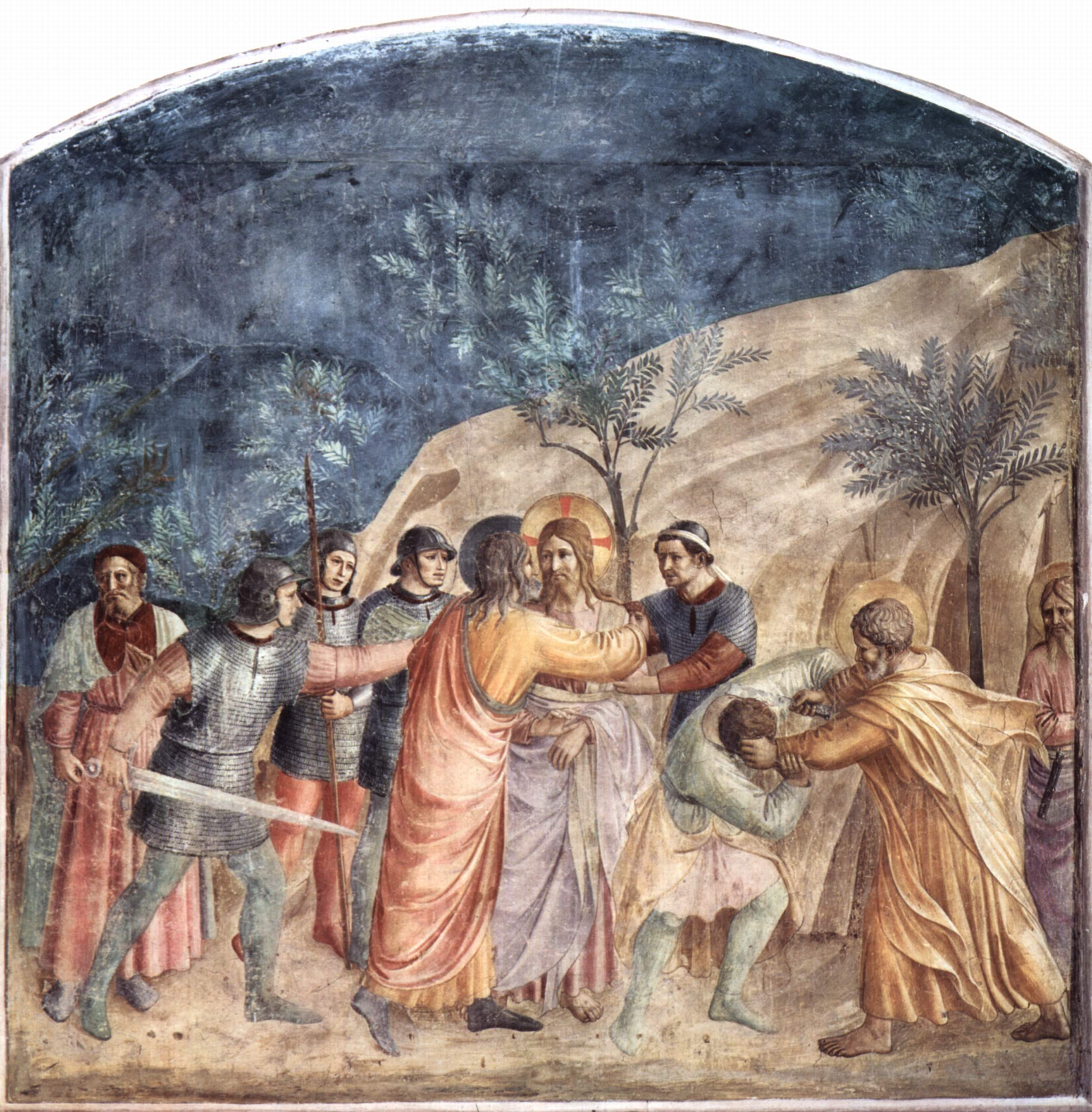
De Gevangenneming van Christus (ca. 1440) door Fra Angelico, waarop Petrus het oor van Malchus afhakt.

### Schilderkunst

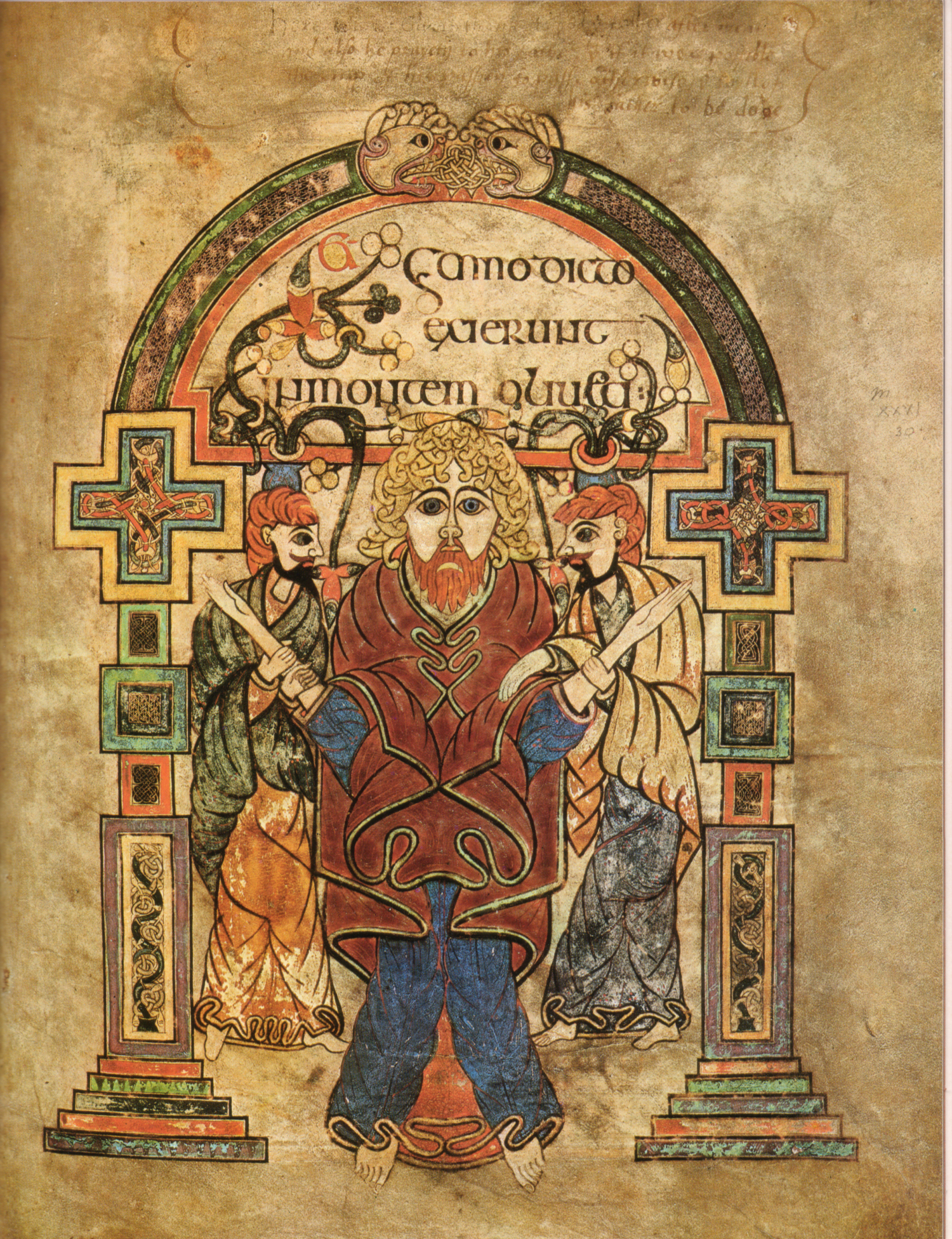
De arrestatie verbeeld in de Book of Kells, ca. 800
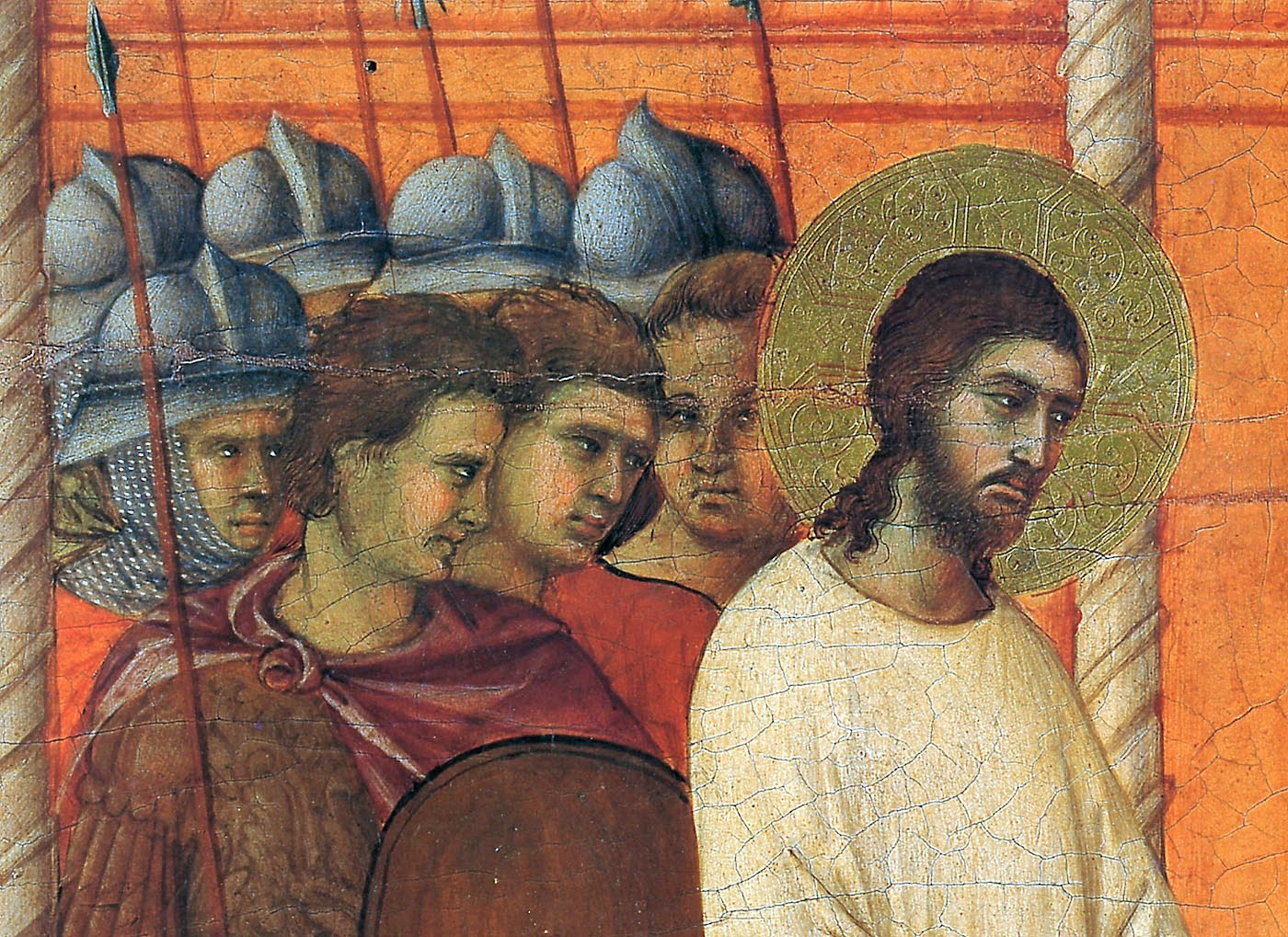
From the Maestà by Duccio, 1308–11
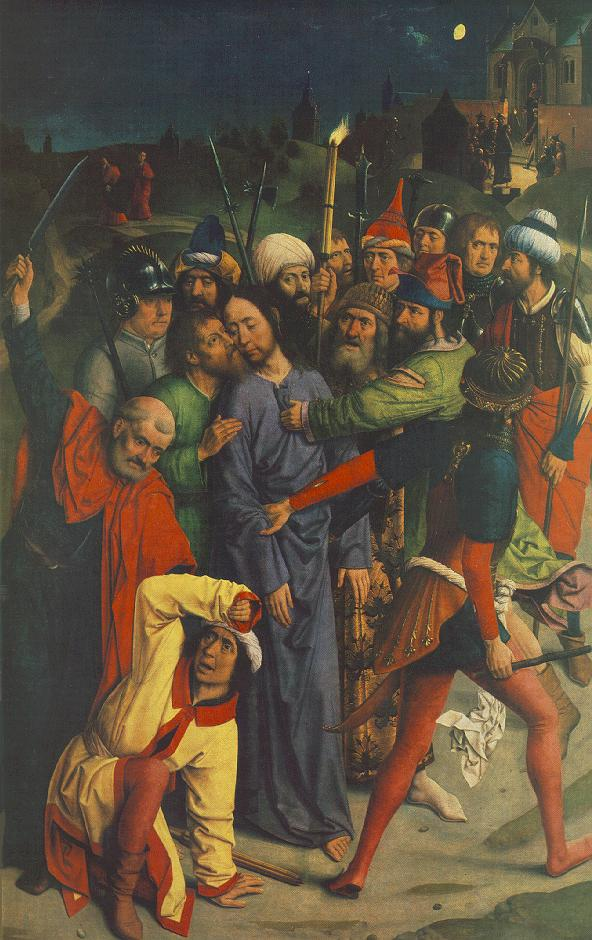
Dirk Bouts, ca. 1450–60
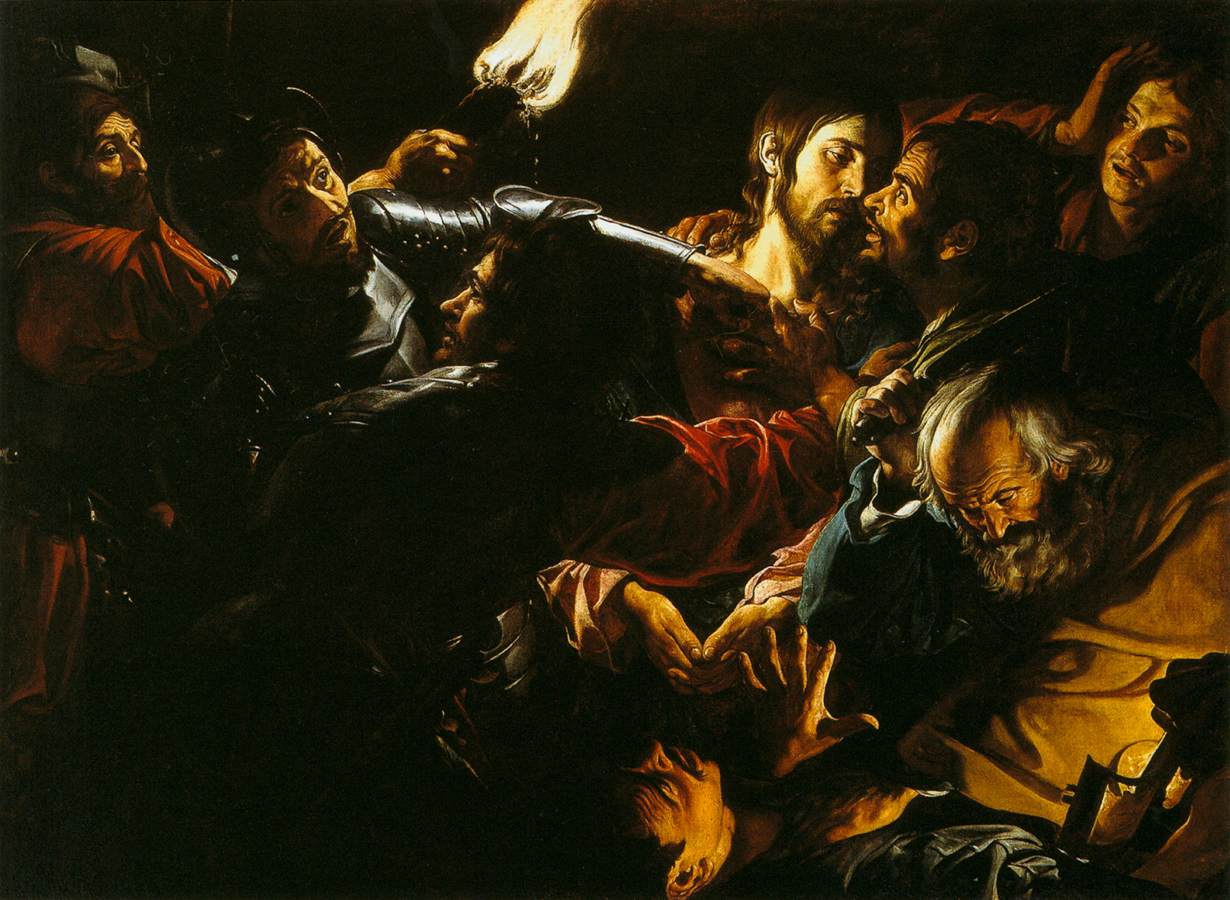
De Gevangenneming van Christus door Gérard Douffet, ca. 1620